# Mikrobiologia

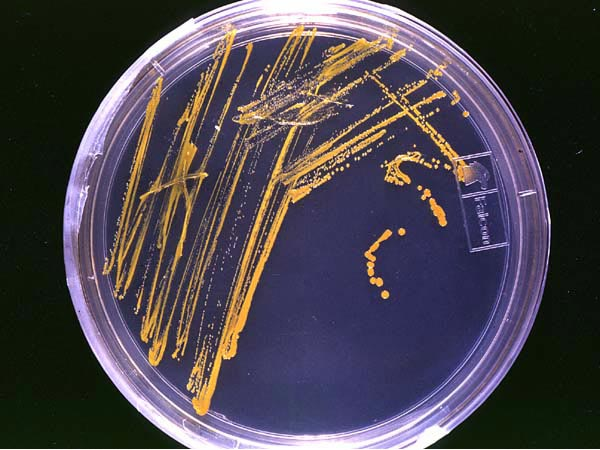
Kultury bakterii wyhodowane na pożywce agarowej

Mikrobiologia – nauka biologiczna zajmująca się zagadnieniami związanymi z mikroorganizmami oraz wirusami, dział biologii.
Do organizmów, którymi zajmuje się mikrobiologia, należą: bakterie (zobacz też bakteriologia), grzyby (zobacz też mykologia) oraz niektóre protisty.

## Dziedziny
Wyróżnia się następujące dziedziny mikrobiologii:
- mikrobiologia ogólna – zajmuje się charakterystyką ogólnych, najbardziej podstawowych pojęć z dziedziny mikrobiologii.Skupisko Escherichia coli powiększone 10 000x
  - fizjologia
  - anatomia
  - rozmnażanie
  - środowisko życia drobnoustrojów

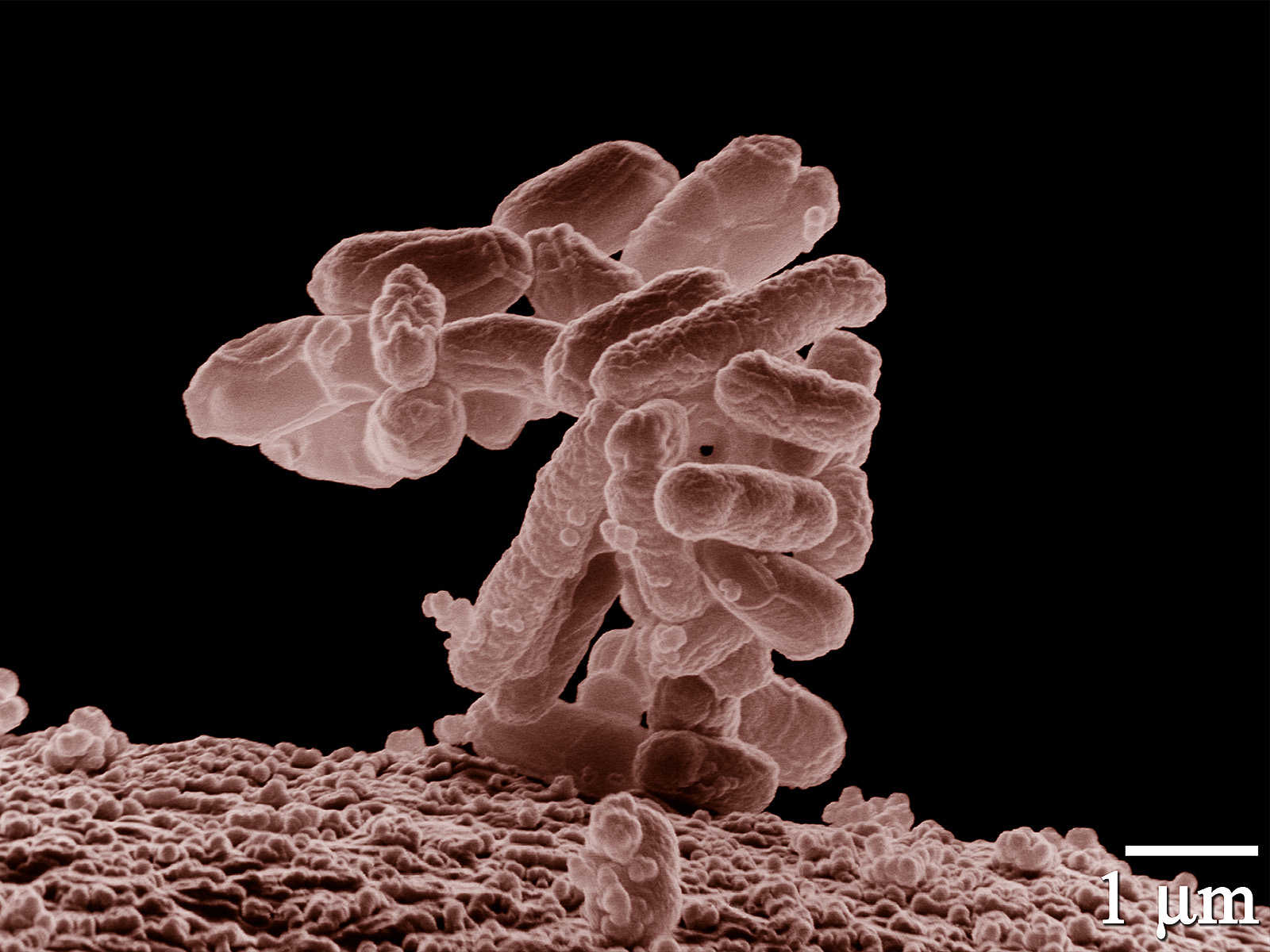
Skupisko Escherichia coli powiększone 10 000x

  - wpływ drobnoustrojów na ich środowisko życia i inne organizmy

- mikrobiologia szczegółowa
  - systematyka drobnoustrojów
  - charakterystyka poszczególnych taksonów klasyfikacji:

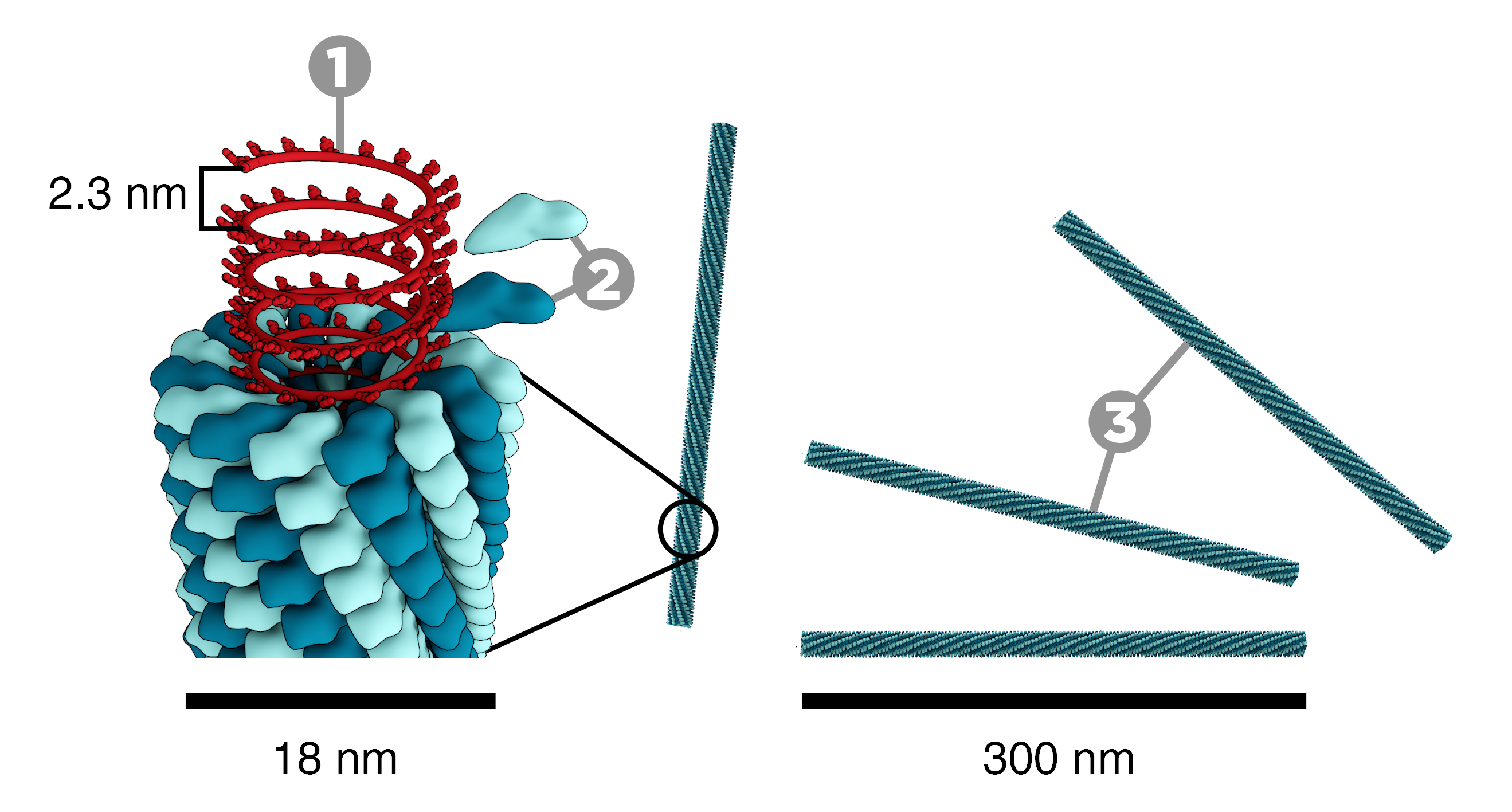
Budowa wirusa mozaiki tytoniu stanowiącego dobrze poznany przykład wirusa o helikalnej budowie kapsydu

    - Budowa wirusa mozaiki tytoniu stanowiącego dobrze poznany przykład wirusa o helikalnej budowie kapsydukrólestwo
    - dział
    - rząd
    - rodzina
    - Typowy cykl replikacyjny wirusarodzaj
    - gatunek
    - szczep

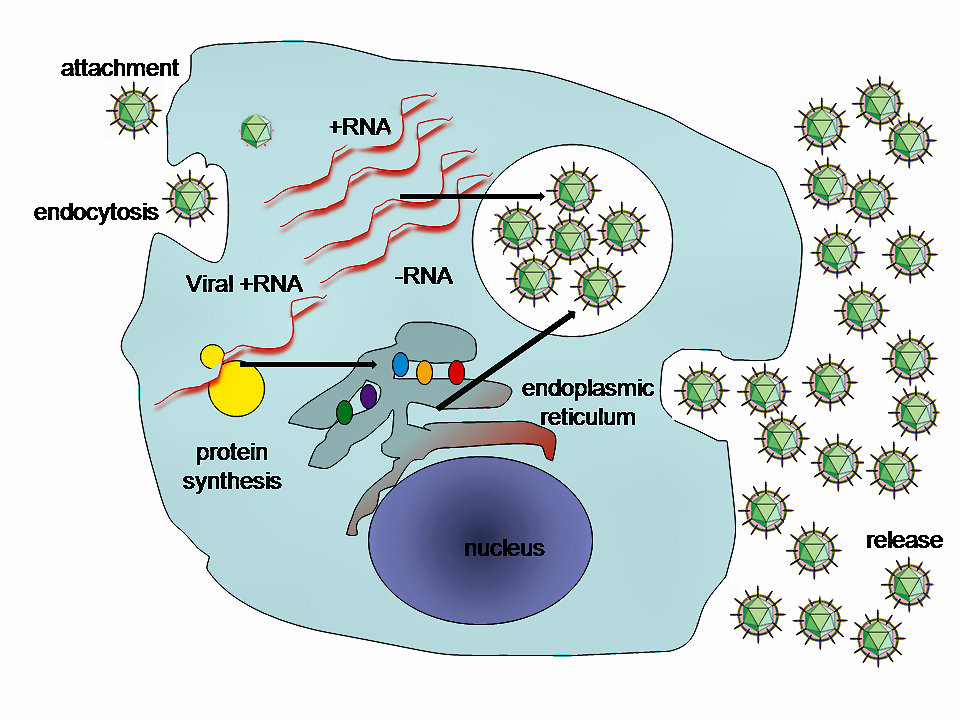
Typowy cykl replikacyjny wirusa

  - Zajmuje się również aktualizowaniem powyższych danych o osiągnięcia najnowszych badań systematycznych; szczegółowe badanie mikroorganizmów poszczególnych gatunków.

- mikrobiologia przemysłowa – dział mikrobiologii dotyczący możliwości wykorzystania drobnoustrojów do procesów przemysłowych (przemysł: chemiczny, farmaceutyczny, kosmetyczny, piekarniczy, browarniczy, winiarski oraz oczyszczanie ścieków). Dziedzina ta zajmuje się wykrywaniem, badaniem i dostosowaniem do przemysłowego wykorzystania metabolicznych procesów, właściwości drobnoustrojów. Mikrobiologia przemysłowa związana jest z biotechnologią

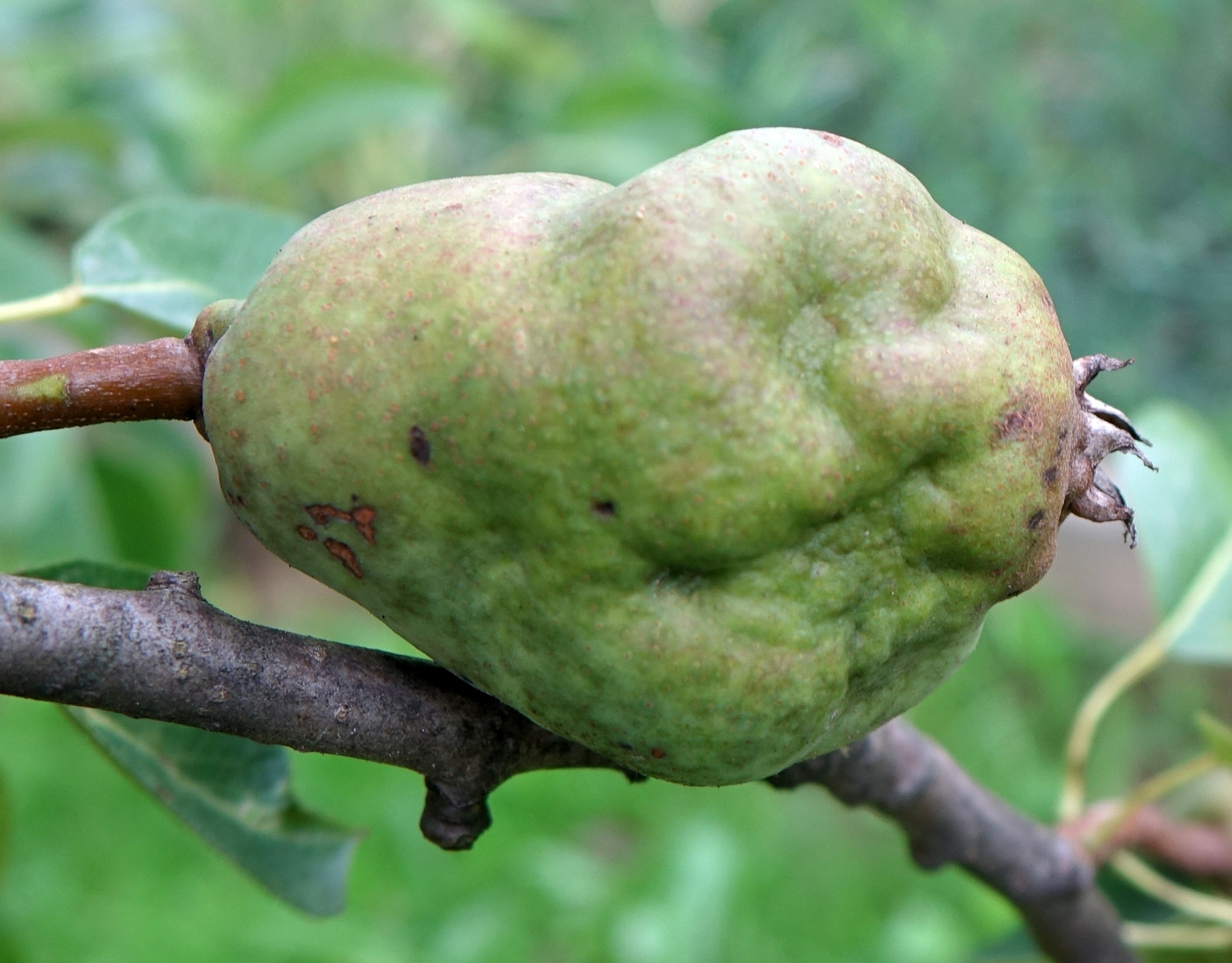
Kamienistość miąższu gruszek - wirusowa choroba roślin

- Kamienistość miąższu gruszek - wirusowa choroba roślinmikrobiologia środowiskowa – dotyczy wpływu drobnoustrojów na ożywione i nieożywione elementy środowiska oraz wpływu tych elementów na mikroorganizmy. Zajmuje się badaniem środowisk występowania drobnoustrojów, również tych najbardziej wymagających (słone i gorące jeziora USA, głębiny oceaniczne, pustynie itp.) i opisywaniem właściwości, które umożliwiają im bytowanie w tych często niesprzyjających warunkach. Praktycznie mikrobiologia środowiskowa dostarcza wiadomości jak wykorzystywać drobnoustroje do oczyszczania ścieków, odradzania terenów "jałowych"/ubogich biologicznie;

- mikrobiologia lekarska – dziedzina związana z medycyną.
  - Zajmuje się badaniem mikroorganizmów pod względem ich wpływu na organizmy żywe – przede wszystkim człowieka, a także zwierzęta i rośliny.
  - Opisuje czynniki etiologiczne chorób, ich przebieg, sposoby leczenia, profilaktyki.

- mikrobiologia weterynaryjna – zajmuje się badaniem oddziaływania drobnoustrojów chorobotwórczych na zwierzęta

- mikrobiologia sanitarna – bada sposoby rozprzestrzeniania się drobnoustrojów patogennych, odpowiada również za sanityzacje środowiska, dezynfekcje przedmiotów na których to mogą znajdować się niebezpieczne patogeny. Obecnie  odgrywa też dużą rolę w ochronie środowiska życia dla ludzi i zwierząt poprzez oznaczanie czystości mikrobiologicznej.

- mikrobiologia gleby – bada drobnoustroje w środowisku glebowym